# Krzywy Las
Koordinaten: 53° 12′ 50″ N, 14° 28′ 30″ O

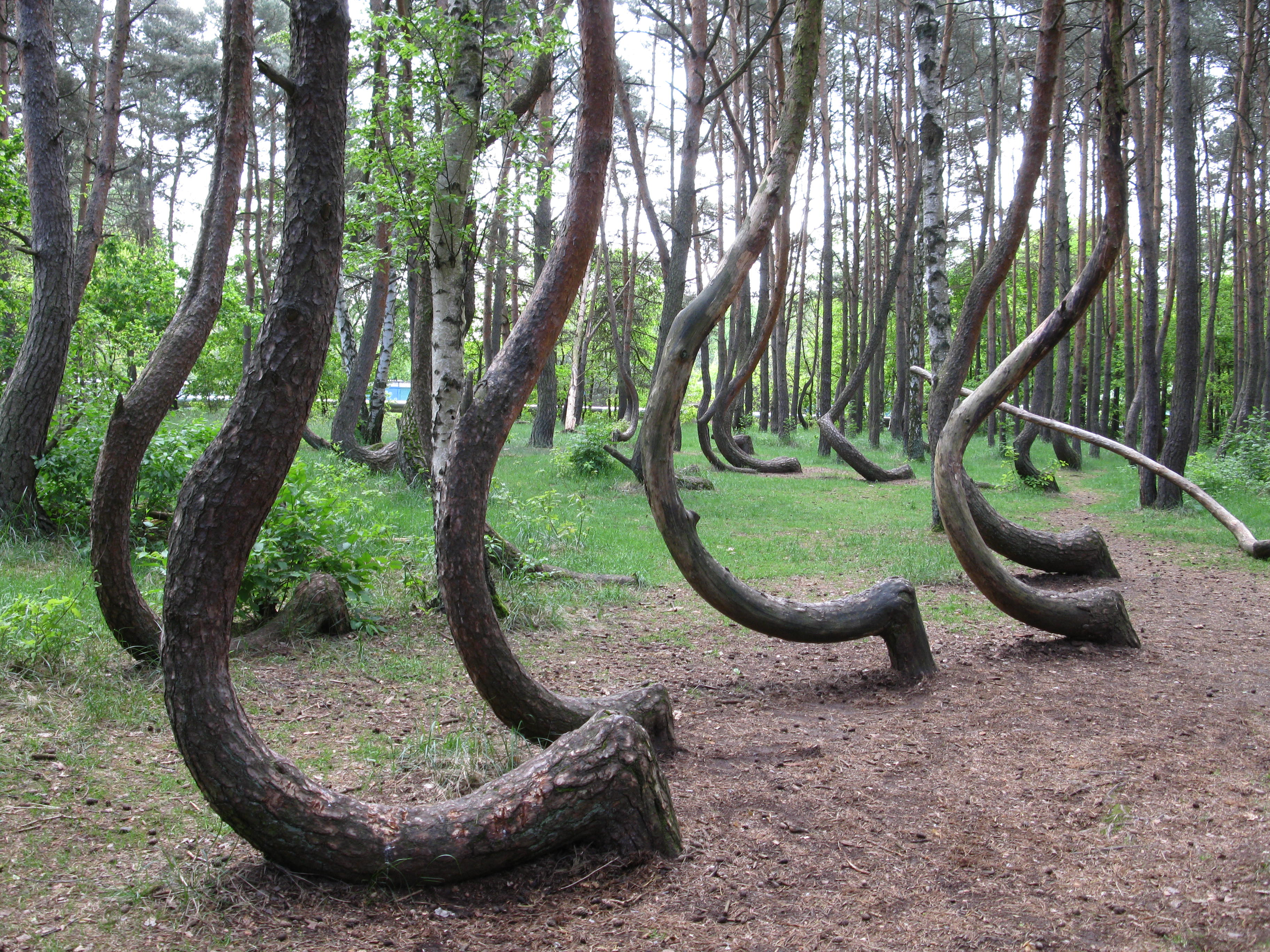
Im Inneren des Krzywy Las

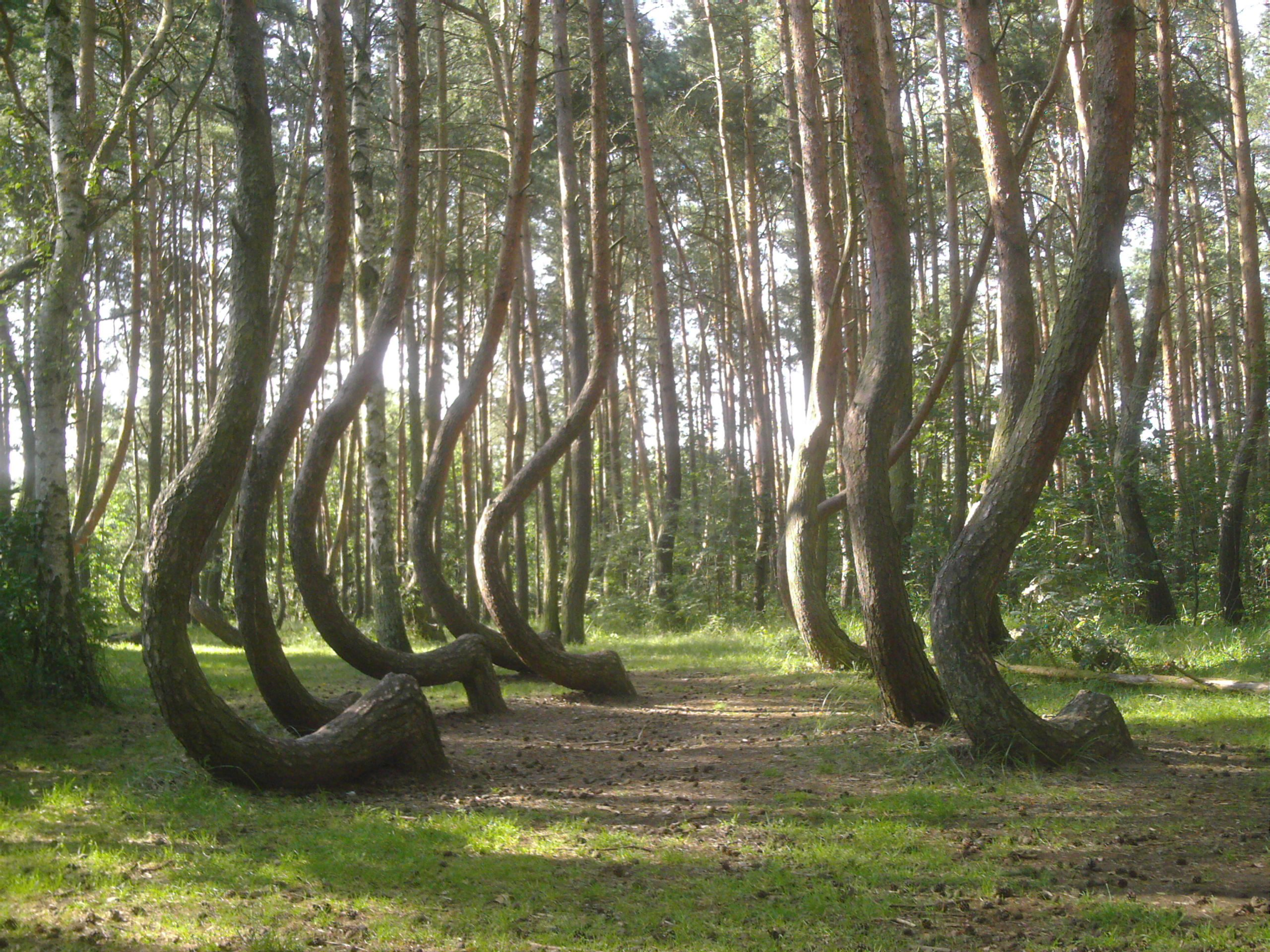
Weitere „krumme“ Bäume

Der Krzywy Las [ˈkʃɨ.vɨ ˈlas] (polnisch für: „Krummer Wald“ oder „Schiefer Wald“) ist ein Waldgebiet in Polen. Er ist ein Naturdenkmal, das heute von der Forstgemeinde Wełtyń betreut wird.

## Geografische Lage
Der Wald liegt etwa eineinhalb Kilometer nordöstlich des Dorfes Neu Zarnow und vier Kilometer südlich der Gemeinde Greifenhagen, knapp 150 m vom Kraftwerk Unteroder entfernt. Er bedeckt ungefähr 1,7 ha Fläche.

## Beschreibung
Der Name „Krummer Wald“ geht auf ursprünglich etwa 400 deformierte Kiefern zurück. Diese Bäume sind ca. 40 cm über dem Erdboden um 90° gekrümmt, die Krümmung verläuft etwa 1–3 m, danach wachsen die Bäume wieder gerade nach oben. Aufgrund dieser Wuchsform erinnern die Bäume an auf dem Kopf stehende Fragezeichen. Aufgrund Schädlingsbefall und anderen zerstörenden Ereignissen stehen aktuell noch etwa 100 dieser Nadelbäume. Die Kiefern selbst sind zwischen 11 und 15 m hoch, das Alter des Waldes wird auf etwa 70 bis 80 Jahre geschätzt. Er wurde in den späten 1930er Jahren gepflanzt, als die ehemalige Provinz Pommern noch zu Deutschland gehörte.

## Theorien zur Krümmung der Kiefern
Die bislang am weitesten verbreitete Theorie ist, dass die Bäume absichtlich so geformt wurden, um sie beispielsweise für den Bau von Möbeln, Schiffen oder Ähnlichem zu nutzen. Eine andere Theorie besagt, dass bis zum Ende des 19. Jahrhunderts in ganz Mitteleuropa in der Niederforstwirtschaft die Technik des Stockausschlags weit verbreitet war. Dabei wird ein junger, triebfähiger Baum oberhalb des ersten Triebes geschlagen, um aus den nachwachsenden Trieben Nutzhölzer zu gewinnen, etwa Weidenruten oder Linden- und Erlentriebe für hauswirtschaftliche Geräte.
Eine weitere Theorie besagt, dass die Jungbäume im Zweiten Weltkrieg durch schwere Panzer niedergewalzt wurden, als Greifenhagen unter Beschuss geriet. Die Bäumchen erholten sich und dabei entstand die auffällige Krümmung. Unklar bleibt jedoch, warum nur hier, auf so kleinem und scharf umgrenzten Gebiet, krumme Bäume wachsen.
Deutsche Forscher boten im Jahr 2017 eine neuere Erklärung an: ein ortsansässiger Forstwirt soll die Jungkiefern gepflanzt und ihre Spitzen als Weihnachtsbäume geerntet haben. Die Seitentriebe sollten danach wieder neue Weihnachtsbäume ergeben, was dann aber aus unbekannten Gründen ausblieb.
Schließlich sind noch heute die Wirkung von starken Magnetfeldern, eine Naturkatastrophe, Krankheit und/oder giftige Chemikalien im Boden als Erklärungsversuche verbreitet. Außerdem soll es in dem Wald spuken.